# Бийе, Марион
Марион Бийе (фр. Marion Buillet, род. 16 августа 1990 года, Сен-Мартен-д’Эр, Франция) — французская лыжница, участница Олимпийских игр в Сочи. Более успешно выступает в спринтерских гонках.
В Кубке мира Бийе дебютировала 18 декабря 2010 года, в январе 2012 года единственный раз попала в десятку лучших на этапе Кубка мира, в командном спринте. Кроме этого на сегодняшний момент имеет 7 попаданий в тридцатку лучших на этапах Кубка мира, 5 в личном спринте и 2 в командном. Лучшим достижением Бийе в общем итоговом зачёте Кубка мира является 81-е место в сезоне 2011-12.
На Олимпийских играх 2014 года в Сочи заняла 36-е место в спринте свободным ходом.
За свою карьеру участия в чемпионатах мира пока не принимала. На молодёжных и юниорских чемпионатах мира её лучшим результатом в личных гонках является 17-е место в спринте на юниорском чемпионате мира 2010 года. 